# Canton de Lot et Dourdou
Le canton de Lot et Dourdou est une circonscription électorale française du département de l'Aveyron, créée par le décret du 21 février 2014 et entrée en vigueur lors des élections départementales de 2015.
Le Dourdou de Conques est un affluent du Lot.

## Histoire
Un nouveau découpage territorial de l'Aveyron entre en vigueur en mars 2015, défini par le décret du 21 février 2014, en application des lois du 17 mai 2013 (loi organique 2013-402 et loi 2013-403). Les conseillers départementaux sont, à compter de ces élections, élus au scrutin majoritaire binominal mixte. Les électeurs de chaque canton élisent au Conseil départemental, nouvelle appellation du Conseil général, deux membres de sexe différent, qui se présentent en binôme de candidats. Les conseillers départementaux sont élus pour 6 ans au scrutin binominal majoritaire à deux tours, l'accès au second tour nécessitant 12,5 % des inscrits au premier tour. En outre la totalité des conseillers départementaux est renouvelée. Ce nouveau mode de scrutin nécessite un redécoupage des cantons dont le nombre est divisé par deux avec arrondi à l'unité impaire supérieure. En Aveyron, le nombre de cantons passe ainsi de 46 à 23. Le canton de Lot et Dourdou fait partie des vingt et un nouveaux cantons du département, deux cantons conservant leur dénomination (Saint-Affrique et Villefranche-de-Rouergue).

## Représentation
| Période élective | Période élective | Mandat | Mandat   | Identité           | Nuance | Nuance | Qualité                                                                                   |
| ---------------- | ---------------- | ------ | -------- | ------------------ | ------ | ------ | ----------------------------------------------------------------------------------------- |
| 2015             | 2021             | 2015   | 2021     | Michèle Buessinger |        | DVD    | Ophtalmologiste retraitée, conseillère municipale de Noailhac puis de Conques-en-Rouergue |
| 2015             | 2021             | 2015   | 2021     | Christian Tieulié  |        | DVD    | Consultant en développement économique Ancien conseiller général du Canton de Decazeville |
| 2021             | 2028             | 2021   | en cours | Michèle Buessinger |        | DVD    | Conseillère sortante                                                                      |
| 2021             | 2028             | 2021   | en cours | Christian Tieulié  |        | DVD    | Conseiller sortant                                                                        |

### Résultats détaillés

#### Élections de mars 2015
À l'issue du premier tour des élections départementales de 2015, deux binômes sont en ballottage : Michèle Buessinger et Christian Tieulie (DVD, 28,76 %) et Florence Bocquet et Jean-Louis Denoit (DVG, 26,87 %). Le taux de participation est de 55,78 % (6 009 votants sur 10 772 inscrits) contre 59,71 % au niveau départemental et 50,17 % au niveau national.
Au second tour, Michèle Buessinger et Christian Tieulie (DVD) sont élus avec 51,69 % des suffrages exprimés et un taux de participation de 56,24 % (2 854 voix pour 6 058 votants et 10 772 inscrits).

#### Élections de juin 2021
Le premier tour des élections départementales de 2021 est marqué par un très faible taux de participation (33,26 % au niveau national). Dans le canton de Lot et Dourdou, ce taux de participation est de 41,4 % (4 120 votants sur 9 952 inscrits) contre 43,28 % au niveau départemental. À l'issue de ce premier tour, deux binômes sont en ballottage : Michèle Buessinger et Christian Tieulié (DVD, 59,61 %) et Florence Bocquet et Yves Lascoumes (PS, 29,1 %).
Le second tour des élections est marqué une nouvelle fois par une abstention massive équivalente au premier tour. Les taux de participation sont de 34,3 % au niveau national, 39,56 % dans le département et 41,22 % dans le canton de Lot et Dourdou. Michèle Buessinger et Christian Tieulié (DVD) sont élus avec 67,74 % des suffrages exprimés (2 574 voix pour 4 102 votants et 9 952 inscrits),,.

## Composition
Lors de sa création, le canton de Lot et Dourdou était composé de quatorze communes entières.
À la suite de la fusion des communes de Conques, Grand-Vabre, Noailhac et Saint-Cyprien-sur-Dourdou au 1er janvier 2016 pour former la commune nouvelle de Conques-en-Rouergue, il est désormais composé des onze communes suivantes :
| Nom                                 | Code Insee | Intercommunalité          | Superficie (km2) | Population (dernière pop. légale) | Densité (hab./km2) | Modifier                                    |
| ----------------------------------- | ---------- | ------------------------- | ---------------- | --------------------------------- | ------------------ | ------------------------------------------- |
| Decazeville (bureau centralisateur) | 12089      | CC Decazeville Communauté | 13,88            | 5 025 (2022)                      | 362                | modifier les données · modifier les données |
| Almont-les-Junies                   | 12004      | CC Decazeville Communauté | 23,75            | 438 (2022)                        | 18                 | modifier les données · modifier les données |
| Boisse-Penchot                      | 12028      | CC Decazeville Communauté | 4,64             | 515 (2022)                        | 111                | modifier les données · modifier les données |
| Conques-en-Rouergue                 | 12218      | CC Conques-Marcillac      | 106,23           | 1 555 (2022)                      | 15                 | modifier les données · modifier les données |
| Flagnac                             | 12101      | CC Decazeville Communauté | 12,93            | 1 081 (2022)                      | 84                 | modifier les données · modifier les données |
| Livinhac-le-Haut                    | 12130      | CC Decazeville Communauté | 10,97            | 1 102 (2022)                      | 100                | modifier les données · modifier les données |
| Saint-Félix-de-Lunel                | 12221      | CC Conques-Marcillac      | 18,98            | 384 (2022)                        | 20                 | modifier les données · modifier les données |
| Saint-Parthem                       | 12240      | CC Decazeville Communauté | 20,43            | 406 (2022)                        | 20                 | modifier les données · modifier les données |
| Saint-Santin                        | 12246      | CC Decazeville Communauté | 22,78            | 517 (2022)                        | 23                 | modifier les données · modifier les données |
| Sénergues                           | 12268      | CC Conques-Marcillac      | 44,90            | 424 (2022)                        | 9,4                | modifier les données · modifier les données |
| Viviez                              | 12305      | CC Decazeville Communauté | 6,53             | 1 214 (2022)                      | 186                | modifier les données · modifier les données |
| Canton de Lot et Dourdou            | 1207       |                           | 286,02           | 12 661 (2022)                     | 44                 | modifier les données                        |

## Démographie
En 2022, le canton comptait 12 661 habitants, en évolution de −4,45 % par rapport à 2016 (Aveyron : +0,37 %, France hors Mayotte : +2,11 %).
| 2013   | 2018   | 2022   |
| ------ | ------ | ------ |
| 13 992 | 13 127 | 12 661 |